# Parc national de Bwabwata
Le parc national de Bwabwata est un parc national au Namibie situé au nord est de la Namibie, entre le Botswana et l'Angola. Il a été créé en 2007 à partir de la fusion de la réserve de Caprivi et celle de Mahango. Il mesure 6 100 km2.
Bwabwata est situé dans la région du Zambèze et celle du Kavango, et s'étend sur la piste de Caprivi. Il est bordé par la rivière de l'Okavango à l'ouest et à l'est de la rivière Kwando. L'Angola s'étend au Nord et le Botswana au Sud.
Cette aire protégée est une importante route de migration à partir du Botswana vers l'Angola pour les éléphants d'Afrique et pour toute une variété d'espèces.
Un aspect inhabituel de cette réserve est qu'elle est habitée par environ 5 500 personnes. Le gouvernement namibien a impliqué les résidents du parc ainsi que le voisinage dans la gestion du parc.

## Histoire
Cette aire fut d'abord déclarée en tant que parc naturel de Caprivi en 1963.
Le parc a été créé à partir de la réserve de Caprivi « Caprivi Game Park » et de la réserve de Mahango « Mahango Game Reserve »
,.
Le parc devint réserve naturelle de Caprivi en 1966 et fut relevé en parc naturel de Caprivi en 1968. Les forces de défense d'Afrique du Sud l'occupèrent durant la guerre d'indépendance de Namibie. Les officiels de la conservation ne furent pas autorisés à entrer ou gérer le parc pour des raisons militaires.
Les forces de Défense sud-africaines quittèrent cette aire peu avant que la Namibie obtienne son Indépendance vis-à-vis de l'Afrique du Sud en 1990. Le gouvernement Namibien mandata une étude pour évaluer si en ce qui concerne la faune et la flore, l'habitat des 5 500 résidents dans le parc, pouvait être compatible avec la protection de la biodiversité.
La réserve de Mahango, à l'ouest du Parc, fut proclamée en 1989. La réserve de Caprivi, la réserve de Mahango et une partie non définie en réserve le long de la rivière Kwando furent réunies pour devenir le parc national en 2007.
Des débris de l'avion de ligne 470 de la compagnie LAM Mozambique furent retrouvés en novembre 2013.

## Géographie et accès
Le parc a une longueur de 40 km du Nord au Sud et une largeur de 190 km de l'Ouest à l'Est. Bwabwata est situé dans les régions de Caprivi et de  Kavango, et s'étend le long de la piste de Caprivi. Il est délimité à l'Ouest par la rivière de l'Okavangoet la rivière de Kwando à l'Est. L'Angola s'étend au nord et le Botswana au sud.
La route principale entre les villes de Rundu et Katima Mulilo, la grande route appelée Trans-Caprivi Highway la (B8 road (Namibia)|B8), traverse le parc de Bwabwata, reliant la Namibie au Botswana, la Zambie et le Zimbabwe. Une route mineure (C48) découpe Mahango sur un axe Nord -Sud et relie la Namibie au Botswana.
Au bout du parc, il y a de petites installations avec le Congo à l'est et Divundu à l'ouest.
Le parc est largement sans clôture mais la frontière Sud avec le Botswana comporte trois clôtures standard pour des raisons vétérinaires. Cela permet les menaces des épidémies de troupeaux, telles que par exemple, le (Foot-and-mouth disease) maladie de la vache folle.

## Biologie et écologie
Bwabwata est situé parmi dans un biotope constitué d'arbres et d'arbrisseaux de la Savane. Le type de végétation comprend le Nord-Est des bois du Kalahari, ceux de Caprivi, et au long des rives de la rivière et ses îles, la vallée de l'Okavango, les plaines inondables de Caprivi. Le paysage présente une végétation basse avec des dunes de sable avec des anciennes lignes de  drainage (Omiramba).
Bwabwata forme un lien crucial transfrontière pour les migrations d'animaux sauvages entre l'Angola, le Botswana, la Namibie et la Zambie.

### Flore
Les arbres typiques de Bwabwata sont le teck du Zambèze (Baikiaea plurijuga), seringa sauvage (Burkea africana), le teck Africain (Pterocarpus angolensis), le manketti ou mongongo(Schinziophyton rautanenii) devenu une espèce protégée depuis 1952 en Namibie, les fruits et l'huile de Manketti sont très importants pour les Bushmen , le faux mopane (Guibourtia coleosperma), l'Acacia à girafe  (Acacia erioloba), le jackalberry ou ébène africain (Diospyros mespiliformis) ou Dalbergia melanoxylon et l'arbre makalani palm (Hyphaene petersiana).

### Faune
On peut trouver quelques rares grands mammifères et espèces d'oiseaux à Bwabwata. Les éléphants se déplacent régulièrement entre la  Namibie, l'Angola, le Botswana et la Zambie. Les autres espèces qui habitent le parc sont le buffle d'Afrique, l'hippopotame, l'antilope couleur rouanne (Blanche et grise), l'Antilope, Sassabi ou tsessebe, le Zèbre de Chapman, le gnou bleu, le Redunca, le Kobus leche ou le cob de Lechwe (une espèce d'antilopes du delta de l'Okavango), le sitatunga et le crocodile. Les principaux prédateurs sont le lion du Katanga, le léopard africain, la panthère sud-africaine et la hyène tachetée.
L'aire de  Mahango et la rivière de Kavango à l'ouest de Bwabwata sont répertoriés comme une Aire de nidification internationale d'oiseaux, supportant globalement les espèces en danger et une zone sensible pour la diversité aviaire.